# Bo-Kaap
Bo-Kaap é o bairro residencial mais antigo da Cidade do Cabo. Está localizado na encosta da colina Signal Hill. Possui uma arquitetura vernacular distinta e uma forte presença da comunidade muçulmana. O bairro foi declarado como Patrimônio Nacional da África do Sul.

## História
O bairro se originou nos anos de 1760, chamada de Waalendorp, com o funcionário holandês da Companhia das Índias Orientais Jan de Waal construindo casas de aluguéis (huurheisjes) para arrendar aos imigrantes vindos da Ásia e de outros locais da África para trabalharem na Cidade do Cabo, em sua maioria eram artesãos estrangeiros, mas também residiam negros livres e escravos libertos. Na época, as huurheisjes só podiam ser pintadas de branco. Em 1794, foi construída no bairro a primeira mesquita da cidade, a Mesquita Auwal. Com a abolição da escravatura, em 1831, passaram a autorizar a compra das casas e suspenderam a regra da pintura branca. Foi a partir do anos de 1885, que o bairro assumiu sua forma atual.
Na década de 1930, o bairro começou a se degradar, se transformando em favela. E em 1941, 150 imóveis construídos entre os séculos XVIII e XIX foram expropriados pelo Governo Municipal para serem demolidos. Um grupo formado por moradores da Cidade do Cabo e liderado por Jansen du Plessis, interrompeu o plano de demolição e acionou a Comissão de Monumentos do Centro Histórico (HMC), com o objetivo de preservar a antiga arquitetura malaia. O projeto de preservação e restauração foi finalizado em 1950, com os custos excedendo o orçamento planejado, e entrou em um impasse entre o Governo Municipal e o HMC.
Em 1957, com a Lei das Áreas de Grupo criado pelo regime do apartheid, o bairro foi reservado exclusivamente para os malaios (mulçumanos de cor na classificação do apartheid), e as pessoas negras e não muçulmanas foram removidas à força. Somente em 1991, a Lei das Áreas de Grupo foi abolida.

## Arquitetura

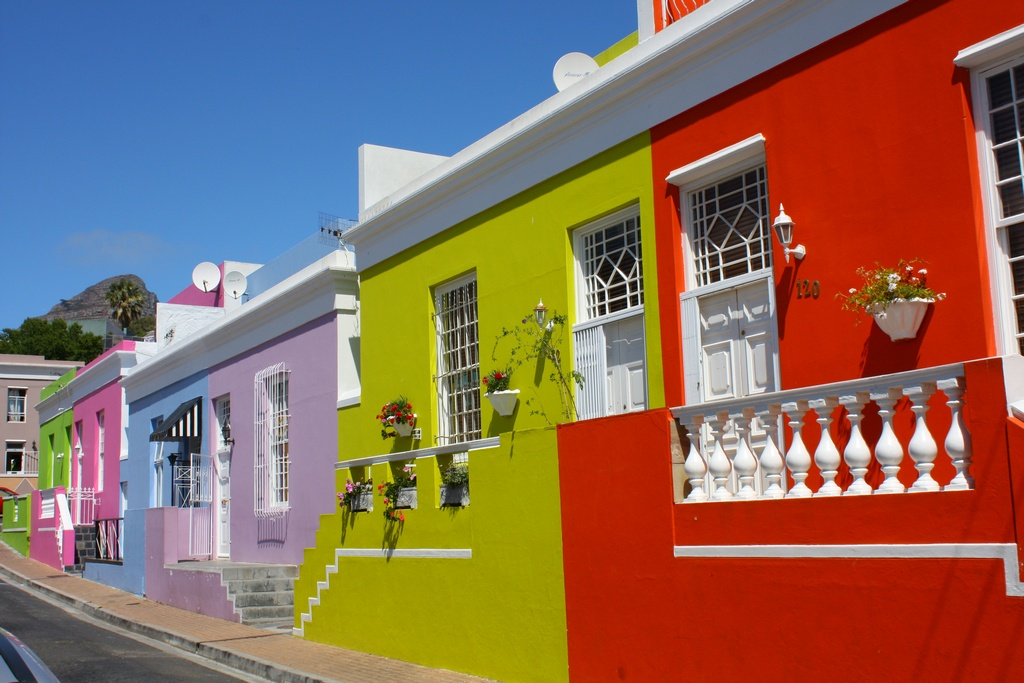
Típica arquitetura de Bo-Kaap

A maioria das edificações do bairro possuem estilo arquitetônico holandês colonial e gregoriano, de um a dois pavimentos, com cobertura plana, janelas de guilhotina, portas boenonder, e suas fachadas são pintadas com cores vivas. As ruas são estreitas, e algumas são pavimentadas com paralelepípedos.

## Geografia
O bairro é vizinho ao centro da cidade e está delimitado ao sul pela rua Buitengracht; ao norte pela rua Strand e a Military que circunda a encosta do Signal Hill. As principais áreas de comércio estão localizadas ao longo da rua Wale e da rua Rose. É na rua Wale que se encontra o Rocksole (desde 1936), Atlas Foods (desde 1946) e o Museu Bo-Kaap (desde 1978).
Há três pedreiras de ardósia, que estiveram em operação entre os anos de 1660 e 1946. Suas pedras foram usadas para a construção de estruturas da cidade, como o Castelo da Boa Esperança e a Igreja Metodista na Praça do Mercado Verde.
Tana Baru é o cemitério sagrado muçulmano localizado no bairro, onde estão sepultados os fundadores e líderes de Bo-Kaap; está desativado desde 1886.

## Cultura
- Museu Bo-Kaap.[3]
- Festival do Cabo Minstrel (Kaapse Klopse).[3]